# Windows Server 2019
Windows Server 2019 ist ein Serverbetriebssystem von Microsoft. Es basiert auf Windows 10 (Version 1809) und erschien am 2. Oktober 2018. Ähnlich wie Windows 10 Version 1809 wurde Windows Server 2019 wegen eines Fehlers nach einigen Tagen wieder vom Markt genommen und am 13. November 2018 wiederveröffentlicht.
Die Produktunterstützung (Mainstream Support) von Windows Server 2019 endete am 9. Januar 2024, während das Betriebssystem noch bis 9. Januar 2029 mit Sicherheitsupdates versorgt werden soll (Extended Support).

## Neuerungen
- Windows Admin Center, dies ist eine browserbasierte App zum Verwalten von Servern, Clustern und Windows 10-PCs.[3]
- Desktopdarstellung zusätzlich zu Server Core als Option bei der Installation[3]
- Systemdaten, die die lokalen Windows Server-Systemdaten wie Leistungsindikatoren und Ereignisse analysieren[3]
- Sicherheit mit Software-defined Networking (SDN)[3]
- HTTP/2, verbesserte Zusammenführen von Verbindungen um ein unterbrechungsfreies und ordnungsgemäß verschlüsseltes Browsen zu ermöglichen[3]
- Speichermigrationsdienst[3]
- Failoverclusterunterstützung[3]
- Unterstützung des Windows Subsystem for Linux
- Unterstützung von Kubernetes[3]
- erweiterter Windows Defender, abgeschirmte VMs[3]
- systemweite Überwachung der Hardware und des Netzwerkes durch Virtuelles Netzwerk-Peering u. ä.

## Hardware-Anforderungen
| Architektur             | 64-Bit |
| ----------------------- | --- |
| Prozessor               | 1,4-GHz-64-Bit-Prozessor mit NX/DEP, CMPXCHG16b,LAHF/SAHF,PrefetchW                                                                                       |
| Arbeitsspeicher         | 512 MB (2 GB für Server mit der Installationsoption Desktopdarstellung)                                                                                   |
| Grafikkarte und Monitor | 1024 × 768 Pixel |
| HDD freier Platz        | 32 GB freier Festplattenspeicher, ab 16 GB Arbeitsspeicher entsprechend mehr für die dann größeren Auslagerungs-, Ruhezustands- und Absturzabbild-Dateien |
| Optisches Laufwerk      | DVD-Laufwerk (nur zur Installation von DVD/CD-Medien) |
| BIOS                    | UEFI System mit Secure-Boot (UEFI 2.3.1c) (für bestimmte Features)                                                                                        |